# Озерська сільська рада (Брусилівський район)
Озерська сільська рада — колишня адміністративно-територіальна одиниця та орган місцевого самоврядування у Ходорківському, Корнинському, Брусилівському, Попільнянському і Коростишівському районах Бердичівської і Білоцерківської округ, Київської й Житомирської областей Української РСР та України з адміністративним центром у с. Озера.

## Населені пункти
Сільській раді були підпорядковані населені пункти:
- с. Озера
- с. Биків
- с. Западня
- с. Мар'янівка

## Населення
Відповідно до результатів перепису населення СРСР, кількість населення ради, станом на 12 січня 1989 року, становила 676 осіб.
Станом на 5 грудня 2001 року, відповідно до перепису населення України, кількість мешканців сільської ради становила 727 осіб.

## Склад ради
Рада складалася з 12 депутатів та голови.

### Керівний склад сільської ради
| ПІБ                       | Основні відомості                                                             | Дата обрання | Дата звільнення |
| ------------------------- | ----------------------------------------------------------------------------- | ------------ | --------------- |
| Кучин Олександр Федорович | Сільський голова, 1955 року народження, освіта, безпартійний                  | 26.03.2006   | 31.10.2010      |
| Кучин Олександр Федорович | Сільський голова, 1955 року народження, освіта середня загальна, безпартійний | 31.10.2010   |                 |

Примітка: таблиця складена за даними джерела

## Історія
Створена 1923 року в с. Озера Ходорківської волості Сквирського повіту Київської губернії.
Станом на 1 вересня 1946 року сільська рада входила до складу Корнинського району Житомирської області, на обліку в раді перебувало с. Озера.
11 серпня 1954 року, відповідно до указу Президії Верховної ради Української РСР «Про укрупнення сільських рад по Житомирській області», до складу ради приєднано села Биків і Западня ліквідованих Биківської та Западнянської сільських рад Корнинського району. 2 вересня 1954 року, відповідно до рішення Житомирського облвиконкому № 1087 «Про перечислення населених пунктів в межах районів Житомирської області», підпорядковано хутір Мар'янівка Соболівської сільської ради Корнинського району.
На 1 січня 1972 року сільська рада входила до складу Коростишівського району Житомирської області, на обліку в раді перебували села Биків, Западня, Мар'янівка та Озера.
Виключена з облікових даних 28 грудня 2016 року через об'єднання до складу Брусилівської селищної територіальної громади Брусилівського району Житомирської області.
Входила до складу Ходорківського (7.03.1923 р.), Корнинського (27.03.1925 р., 17.02.1935 р.), Брусилівського (20.03.1959 р., 4.05.1990 р.), Попільнянського (5.02.1931 р., 28.11.1957 р.) та Коростишівського (30.12.1962 р.) районів.